# Finschs Ente

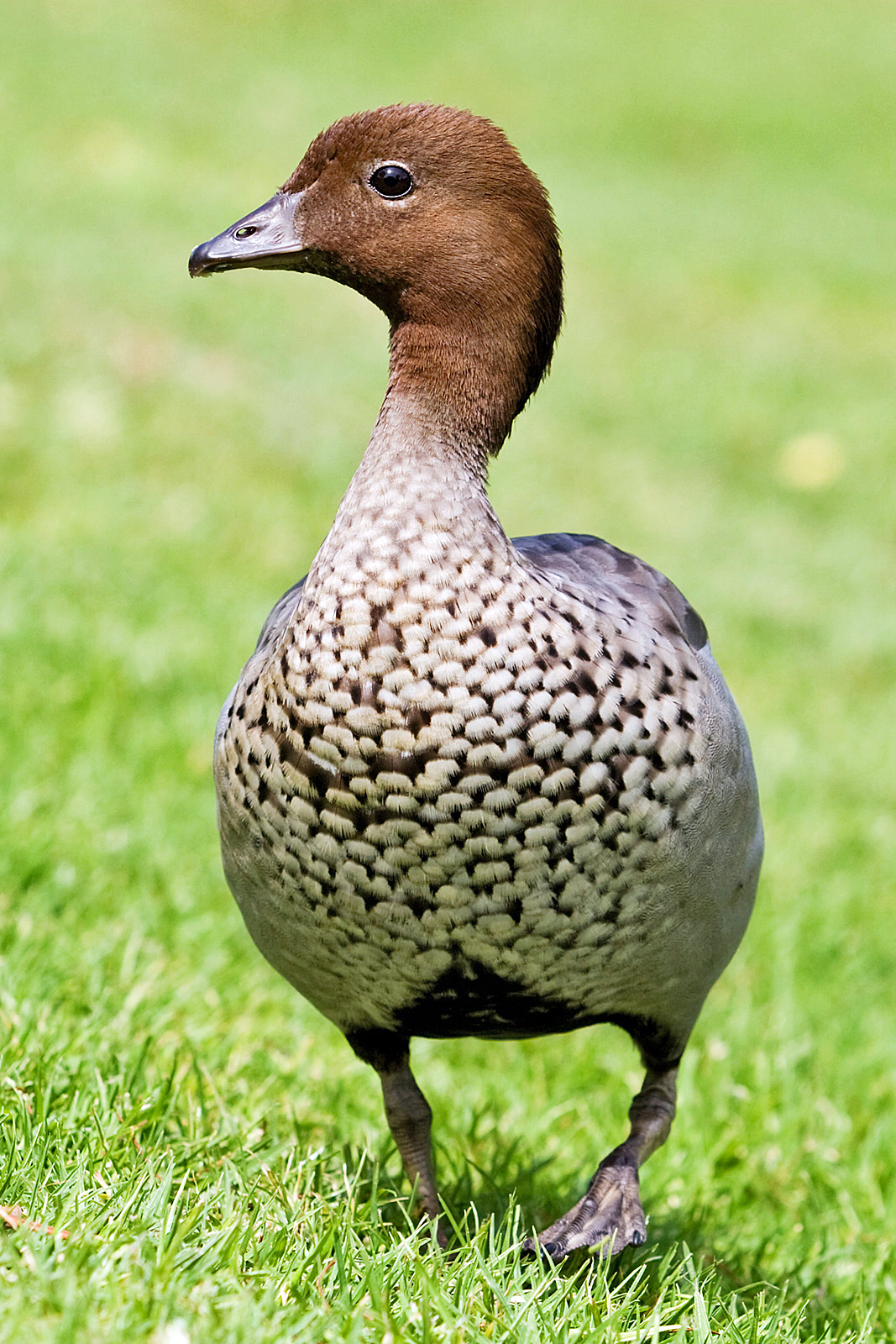
Die Mähnenente ist eine enge Verwandte von Finschs Ente. Im Aussehen ähnelten sich die beiden Arten vermutlich sehr.

Finschs Ente (Chenonetta finschi) war ein großer, wahrscheinlich flugunfähiger Entenvogel, welcher nur in Neuseeland vorkam. Die Art wurde ursprünglich der monotypischen Gattung Euryanas zugeordnet. Heute gilt sie als eng mit der Mähnenente verwandt und wird entsprechend der Gattung Chenonetta zugeordnet. Die Abspaltung als eigenständige Art liegt dabei vermutlich noch nicht so lange zurück. Die gemeinsamen Vorfahren besiedelten Neuseeland etwa vor 230.000 Jahren, als Neuseeland noch weitgehend unbewaldet war. Ihren Namen trägt sie zu Ehren des deutschen Ornithologen Otto Finsch. 

## Merkmale
Finschs Ente war sehr viel größer als die Mähnenente und wog vermutlich doppelt so viel wie diese Art. Sie hatte außerdem deutlich längere Beine. Die Flügel waren jedoch stark zurückgebildet. Auf Grund des fossilen Befundes lässt sich schließen, dass die Vorfahren dieser Art innerhalb von 10.000 Jahren 10 Prozent ihrer Flügellänge verloren. Dies ist mit sehr großer Sicherheit darauf zurückzuführen, dass Raubsäuger in Neuseeland fehlten. Zum Zeitpunkt ihres Aussterbens war die Art vermutlich vollständig flugunfähig. Die Abspaltung von der Mähnenente ist wohl auf ihre stärker landgebundene Lebensweise zurückzuführen. 
Da die Mähnenente überwiegend herbivor ist und Wirbellose meist nur zufällig mit der pflanzlichen Nahrung aufnimmt, geht man davon aus, dass sich auch Finschs Ente überwiegend pflanzlich ernährte. Die Art nistete vermutlich in Erdhöhlen.

## Ursachen des Aussterbens
Es wird davon ausgegangen, dass Finschs Ente auf Grund der Bejagung durch die Māori sowie einer Nachstellung durch  Ratten ausstarb. Die Māori besiedelten Neuseeland etwa 1000 n. Chr. und brachten mit Sicherheit Ratten mit sich, die als Nesträuber auch bei anderen fluglosen Vogelarten zu einem starken Bestandsrückgang führten. Wie bei vielen anderen flugunfähigen und großen Vögeln hat man zahlreiche fossile Belege in Muschelhaufen gefunden, die Māori nach dem Verzehr der Muscheln zurückgelassen haben. Mit Hilfe der Radiokohlenstoffdatierung konnte belegt werden, dass diese Art noch mindestens bis ins späte 15. Jahrhundert und sehr wahrscheinlich auch bis Mitte des 17. Jahrhunderts überlebte. Möglicherweise existierte diese Art auch noch, nachdem Europäer Neuseeland besiedelten. Es gibt einen Bericht, dass im Jahre 1870 Hunde in der Nähe von Opotiki eine große, flugunfähige Gans mit rotbraunem Gefieder fingen.

## Belege